# Секретарка (Красноярский край)
Секрета́рка — деревня в Большеулуйском районе Красноярского края. Входит в состав Сучковского сельсовета.

## География
Деревня находится в западной части края, в подтаёжно-лесостепном районе лесостепной зоны, на правом берегу реки Чулым, на расстоянии приблизительно 20 км (по прямой) к юго-западу от Большого Улуя, административного центра района. Абсолютная высота — 185 м над уровнем моря.
Климат
Климат характеризуется как резко континентальный, с продолжительной морозной зимой и коротким тёплым летом. Средняя температура воздуха самого тёплого месяца (июля) составляет 17,9 °C (абсолютный максимум — 38 °C); самого холодного (января) — −18,2 °C (абсолютный минимум — −61 °C). Продолжительность безморозного периода составляет в среднем 105 дней. Среднегодовое количество атмосферных осадков составляет 474 мм, из которых 341 мм выпадает в период с апреля по октябрь.

## История
По данным 1926 года имелось 79 хозяйств и проживало 385 человек (184 мужчины и 201 женщина). В национальном составе населения того периода преобладали русские. Функционировала школа I ступени. В административном отношении деревня входила в состав Красновского сельсовета Ачинского района Ачинского округа Сибирского края.

## Население
| 2010 |
| ---- |
| 25   |

Половой состав
По данным Всероссийской переписи населения 2010 года, в гендерной структуре населения мужчины составляли 48 %, женщины — соответственно 52 %.
Национальный состав
Согласно результатам переписи 2002 года, в национальной структуре населения русские составляли 94 % из 17 чел.